# Glaciärnisch
Glaciärnisch kan sägas vara en födelseplats för glaciärer. Det förekommer oftast på läsidan av berg med väldigt lite soltid. När snön samlas i denna sänka där varken vind eller sol kommer åt hinner den aldrig smälta undan utan ligger kvar året runt. Eftersom tillväxten varje år är större än smältningen finns det en möjlighet att en glaciär bildas.
En glaciärnisch är också den erosionsform som bildas av glaciären som bildats. När en glaciär blivit tillräckligt stor börjar den långsamt glida nedåt i terrängen och därmed erodera underlaget. Efterhand gröps underlaget ur och den skålformade glaciärnischen bildas. Om klimatet blir varmare och nischglaciären smälter bort kvarstår själva nischen som en erosionsform. Ett svenskt exempel på en sådan glaciärnisch är Myckelgrav, vid Flenbergs östra brant en knapp mil från Siljan i Dalarna.